# Nemouridae
Nemouridae es una familia de plecópteros. Es una de las familias más numerosas, con más de 600 especies descritas con una distribución principalmente holártica. 
Aunque estos insectos utilizan una amplia gama de hábitats de agua que fluye, tienden a ser más prevalentes en corrientes más pequeñas. Las ninfas son distintivas, siendo gruesas y con el cuerpo cubierto de setas con alas divergentes.

## Géneros
Según Plecoptera Species File:
- Amphinemurinae Baumann, 1975
  - Amphinemura Ris, 1902
  - Indonemoura Baumann, 1975
  - Malenka Ricker, 1952
  - Mesonemoura Baumann, 1975
  - Protonemura Kempny, 1898
  - Sphaeronemoura Shimizu & Sivec, 2001
  - Tominemoura Sivec & Stark, 2009
- Nemourinae Newman, 1853
  - Illiesonemoura Baumann, 1975
  - Lednia Ricker, 1952
  - Nanonemoura Baumann & Fiala, 2001
  - Nemoura Latreille, 1796
  - Nemurella Kempny, 1898
  - Ostrocerca Ricker, 1952
  - Paranemoura Needham & Claassen, 1925
  - Podmosta Ricker, 1952
  - Prostoia Ricker, 1952
  - Shipsa Ricker, 1952
  - Soyedina Ricker, 1952
  - Visoka Ricker, 1952
  - Zapada Ricker, 1952
- Subfamilia indeterminada:
  - † Dimoula Sinitshenkova, 2005
  - † Nemourisca Sinitshenkova, 1987